# Aliaksei Ivanou
Aliaksei Aliaksevich Ivanou (en biélorusse : Аляксей Аляксевіч Іваноў et en russe : Алексей Алексеевич Иванов ; Aleksey Alekseyevich Ivanov), né le 17 mai 1980 à Vitebsk est un fondeur biélorusse. 
Actif depuis 2004, il a participé à deux éditions des Jeux olympiques d'hiver en 2010 et 2014. Il est principalement actif dans les courses marathon.

## Biographie
En février 2005, il fait ses débuts en Coupe du monde au sprint de Reit im Winkl. Dans cette compétition, il signe comme meilleur résultat individuel une 31e place sur une étape du Tour de ski en 2010. Dans les Championnats du monde, il fait aussi ses débuts en 2005 à Oberstdorf, prenant part aux quatre courses individuelles.
Ivanou court aussi les Mondiaux en 2007 et 2013, où il réalise sa meilleure performance dans l'élite avec le 22e rang sur le quinze kilomètres libre.
Aux Jeux olympiques, il est sélectionné pour l'édition 2010 à Vancouver et 2014 à Sotchi, terminant au mieux en individuel 45e du trente kilomètres en 2010.
Participant à de multiples courses marathon depuis 2008, il devient vainqueur dans la Coupe Marathon en 2002, gagnant la Dolomitenlauf et la Transjurassienne cet hiver.

## Palmarès

### Jeux olympiques
| Épreuve / Édition | Sprint                           | Sprint                           | 15 km                            | 15 km                            | Poursuite / Skiathlon 2 × 15 km | 50 km | Relais | Relais    |
| Épreuve / Édition | libre                            | classique                        | libre                            | classique                        | Poursuite / Skiathlon 2 × 15 km | 50 km | Sprint | 4 × 10 km |
| JO 2010 Vancouver | Épreuve inexistante à cette date | —                                | 60e                              | Épreuve inexistante à cette date | 48e                             | 45e   | —      | —         |
| JO 2014 Sotchi    | —                                | Épreuve inexistante à cette date | Épreuve inexistante à cette date | —                                | —                               | 46e   | —      | 14e       |

Légende :
- — : épreuve non disputée par le fondeur.
- : épreuve ne figurant pas au programme.

### Championnats du monde
| Épreuve / Édition           | Sprint                           | Sprint    | 15 km | 15 km                            | Poursuite / Skiathlon 2 × 15 km | 50 km | Relais | Relais    |
| Épreuve / Édition           | libre                            | classique | libre | classique                        | Poursuite / Skiathlon 2 × 15 km | 50 km | Sprint | 4 × 10 km |
| Mondiaux 2005 Oberstdorf    | Épreuve inexistante à cette date | 55e       | 67e   | Épreuve inexistante à cette date | 60e                             | 46e   | -      | -         |
| Mondiaux 2007 Sapporo       | Épreuve inexistante à cette date | -         | 73e   | Épreuve inexistante à cette date | 57e                             | 36e   | -      | 13e       |
| Mondiaux 2013 Val di Fiemme | Épreuve inexistante à cette date | -         | 22e   | Épreuve inexistante à cette date | -                               | 42e   | -      | 14e       |

### Worldloppet
- Vainqueur de la Transjurassienne en 2009 et 2012[1].
- Vainqueur du Bieg Piastów en 2005.
- Vainqueur de la Dolomitenlauf en 2012.